# لويس إم. ليتل
لويس إم. ليتل (بالإنجليزية: Louis M. Little)‏ هو ضابط أمريكي، ولد في 16 يناير 1878 في نيويورك في الولايات المتحدة، وتوفي في 16 يوليو 1960 في نيوبورت في الولايات المتحدة.